# Пуан (округ)
Округ Пуан (ісп. Puan) — адміністративно-територіальна одиниця 2-ого рівня у провінції Буенос-Айрес в центральній Аргентині. Адміністративний центр округу — Пуан (ісп. Puan).
Населення округу становить 15743 особи (2010). Площа — 6385 кв. км.

## Історія
Округ заснований у 1886 році.

## Населення
У 2010 році населення становило 15743 особи. З них чоловіків — 7724, жінок — 8019.

## Політика
Округ належить до 6-ого виборчого сектору провінції Буенос-Айрес.